# П'єтро Грімані
П'єтро Грімані (італ. Pietro Grimani) — 115-й венеційський дож у 1741—1752 роках.

## Біографія
Належав до шляхетської родини з «нового патриціату» (case nuove). Другий син П'єтро Грімані з гілки Далле Альберо Д'оро та Катерини Морозіні з гілки Санта-Марія-Дзобеніго. Оскільки його старшого брата Маркантоніо було визначено для продовження родинної справи, то П'єтро, який виявив неординарний та жвавий розум, відправили навчатися до єзуїтського коледжу Сан-Франческо Саверіо в Болоньї з метою майбутньої політичної кар'єри. Тут у П'єтро Грімані розвинувся глибокий інтерес до астрономії. Він був культурною та вченою людиною, складав вірші.
У 1703—1705 роках з деякими перервами перебував у складі «колегій мудреців» — на кшталт підготовки управлінських кадрів при Великій раді. У 1707—1708 року входив до колегії «мудреців зі справ материка» (відповідали за Тераферму — володіння республіки в материковій Північній Італії).
1710 року призначається послом до Англії, де познайомився і затоваришував з Ісааком Ньютоном, який допоміг Грімані стати членом Королівського товариства. Він часто відвідував майстерні та верфі, також з метою пошуку техніків та експертів з навігації, придатних для переїзду до Венеції. Незважаючи на дипломатичну ізоляцію республіки, Грімані досяг невеликого особистого успіху, включивши Венецію до англо-французького торгового договору, підписаного в серпні 1713 року. 1714 року повертається на батьківщину.
У 1714—1720 роках був послом при дворі імператора Священної Римської імперії у Відні. В цей час тривала Друга морейська війна між Венеційською республікою та Османською імперією. При цьому 1714 року П'єтро Грімані було призначено кастеляном двох стратегічних венеційських портів — Короні та Метоні на Пелопоннеському півострові. Також Сенат формально передав під контроль Грімані ще один порт на Пелопоннесі — Монемвасію, але він не зміг отримати фактичного контролю над нею. Венеція, що потерпала у війні з османами поразку за поразкою, потребувала союзників. Зрештою 13 квітня 1716 року Грімані вдалося укласти антиосманський союз з імператором Карлом VI.
29 серпня 1719 року стає одним з вищих прокураторів Святого Марка та членом Ради старійшин. В наступні роки був одним із депутатів з питань торгівлі (у 1720, 1721, 1727, 1729 роках), членом колегії з питань товаропостачання (1726, 1728, 1739 роки), проведитором з питань грошового забезпечення (1722, 1724, 1727—1739 роки), проведитором з питань охорони здоров'я (1720, 1723 роки), проведитором з питань жіночих монастирів (1725 рік), інтендантом за складанням коротких зведень законів (1737 рік), виконавцем з питань єресі (1741 рік). Водночас з 1720 року багато разів був членом Ради старійшин, де ініціював перше громадське освітлення за зразком Відня,
Разом з тим був одним з наглядачів Падуанського університету у 1720, 1724, 1728, 1732, 1736, 1740 роках. Тут керував перевиданням освітніх програм шкіл сестьєре (6 серпня 1720), реорганізацією університетської бібліотеки та законодавством щодо видавничої справи разом зі своїм колегою Джованні Франческо Морозіні (25 січня 1726 року), 1732 року спонсорував кафедру хімії в Падуанському університеті на чолі із Бартоломео Лаваньйолі та 1737 року оновив правила докторату з хірургії, був учасником літературного руху «Аркадія» та головним покровителем поета та гондольєра Антоніо Б'янкі. Приватно він володів однією з найкращих бібліотек Венеції.

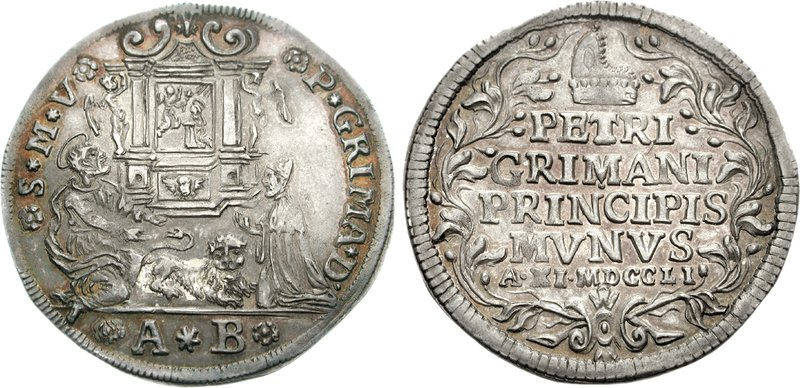
Медаль золота озелла П'єтро Грімані

30 червня 1741 року його було обрано дожем, отримавши 26 голосів з 41 в Раді сорока. Під час Війни за австрійську спадщину виступав за продовження нейтралітету, але 1742 року визнав імператором Карл Альбрехта Віттельсбаха, а після зміни військової ситуації — 1745 року — Франца Стефана Лотаринзького.
Заможні венеційці насолоджувалися балами та святкуваннями, а також виставами в численних театрах, де ставилися нові комедії та опери Карло Гольдоні, Карло Гоцці, Бальдассаре Галуппі та Джованні Баттіста Пешетті.

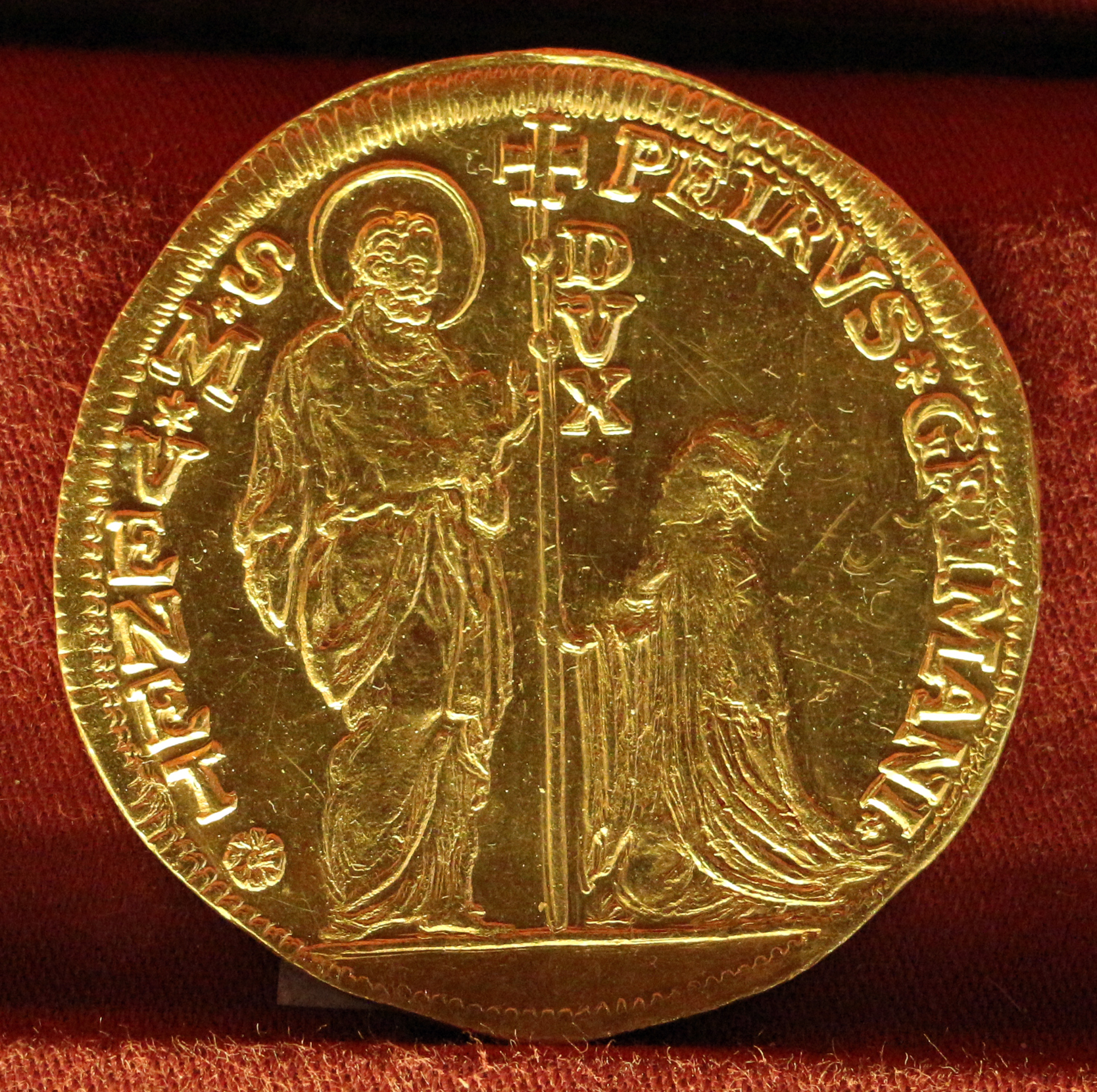
15 цехінів П'єтро Грімані

Дож Грімані спонсорував початок робіт у Мурацці, доручених Бернардіно Дзендріні у 1744 році, а 1750 року заснування Академії витончених мистецтв у Фонтегетто делла Фаріна в Сан-Марко. Керівництво очолив Джован Баттіста П'яцетта. У тому ж році сплітський архієпископ Біцца заснував Музей Сплітської архієпископії, де зібрав багате зібрання археологічних експонатів Далмації.
Сприяв укріпленню протиповеневого захисту вздовж річки Ліді з 1744 року, яке мало на меті захистити Венеційську лагуну від Адріатичного моря, так званих Мурацці. Його масштабне будівництво було доручено Бернардіно Дзендріні, але завершено воно було лише у 1782 році.
Останній рік правління дожа ознаменувався суперечкою щодо ліквідації Аквілейського патріархату, розділеного на дві єпархії Удіне та Горіції: перша з юрисдикцією над венеційськими територіями, друга — над австрійськими. Під тиском Відня Папа Римський Бенедикт XIV 6 липня 1751 року підтримав це рішення всупереч протесту Венеції. Втім дож домігся в папи римського встановити кордони з Папською державою в районі гирла річки По.
Помер 7 березня 1752 року після нетривалої хвороби. Було поховано у родинній гробниці перед головним вівтарем церкви Мадонна дель'Орто.